# Marzieh Meshkini
Marzieh Meshkini (en persa: مرضیه مشکینی, nascuda el 1969 a Teheran) és una cineasta iraniana. Coneguda per les pel·lícules The Day I Became a Woman (روزی که زن شدم, Roozi ke zan shodam) i Stray dogs (سگ های ولگرد, Sag-haye velgard).

## Vida personal
Està casada amb el director Mohsen Makhmalbaf, anteriorment casat amb la seva germana Fatemeh, mare de la Samira i el Meysam. Fetmeh va morir en un incendi.
La Marzieh va tenir una filla amb en Mohsen, la també directora Hana Makhmalbaf. Tots els membres de la família són cineastes i formen part de la productora Makhmalbaf Film House.

## Filmografia
| Curs | Títol                             | Director | Guionista | Director assistent | Director de fotografia | Editor |
| ---- | --------------------------------- | -------- | --------- | ------------------ | ---------------------- | ------ |
| 1998 | La poma                           |          |           | ✔                  |                        |        |
| 2000 | Pissarres                         |          |           | ✔                  |                        |        |
| 2000 | El dia que em vaig fer dona       | ✔        | ✔         |                    |                        |        |
| 2002 | 11'09"01 - 11 de setembre         |          |           | ✔                  |                        |        |
| 2002 | L'alfabet afganès                 |          |           |                    | ✔                      |        |
| 2003 | A les cinc de la tarda            |          |           | ✔                  |                        |        |
| 2004 | Gossos de carrer                  | ✔        | ✔         |                    |                        |        |
| 2005 | Sexe i filosofia                  |          |           | ✔                  |                        |        |
| 2007 | Buda es va esfondrar per vergonya |          | ✔         |                    |                        |        |
| 2008 | Cavall de dues potes              |          |           | ✔                  |                        |        |
| 2009 | L'home que va venir amb la neu    | ✔        |           |                    |                        |        |
| 2013 | Somriure en curs                  |          |           |                    |                        | ✔      |
| 2014 | El president                      |          | ✔         |                    |                        | ✔      |
| 2019 | Marghe i la seva mare             |          | ✔         |                    |                        |        |